# カジース・ギエドリース
カジース・ギエドリース（Kazys Giedrys、1890年3月15日 - 1926年12月27日）は、リトアニアの革命家。

## 経歴
1890年、ロキシュキス近郊サロスで生まれる。1908年よりサンクトペテルブルクの工場で働き、社会民主主義運動に関与した。1910年にロシア帝国を離れ、1911年から1917年までアメリカのボストンやアーリントン、フィラデルフィアの家具工場で働いた。アメリカ・リトアニア人社会主義連合 (ALSS) の活動に関わり、新聞『コヴァ』の発行にも携わった。
1917年4月、ペトログラードに戻りロシア社会民主労働党に入党し、革命運動に関与した。1919年、リトアニアのボリシェヴィキ政権を主導した。
1919年9月から1920年4月までヴィリニュスで地下運動に関わり、逮捕された。1921年、政治犯としてモスクワに渡った。1921年から1923年までロシア共産党で働いた。1921年、コミンテルン第3回大会にリトアニア共産党を代表して参加。

## 地下運動
1923年10月、リトアニアに戻り、1924年4月までカウナスの地下運動に関わった。その後逮捕され4年の懲役刑が言い渡されたが、1926年6月にリトアニア社会民主党およびリトアニア農民人民連合による政権が発足すると恩赦により釈放された。1926年12月17日のクーデターの後、カロリス・ポジェラ、ユオザス・グレイフェンベルゲリス、ラポラス・チャルナスとともに逮捕され、カウナスの第6要塞近くで銃殺刑に処された。